# Fênix (Paraná)
Fênix est une municipalité brésilienne située dans l'État du Paraná.